# Felix Achille de Bethune
Felix de Bethune (Kortrijk, 1 april 1824 - Brugge, 17 januari 1909) was een Belgisch katholiek priester en historicus.

## Familie

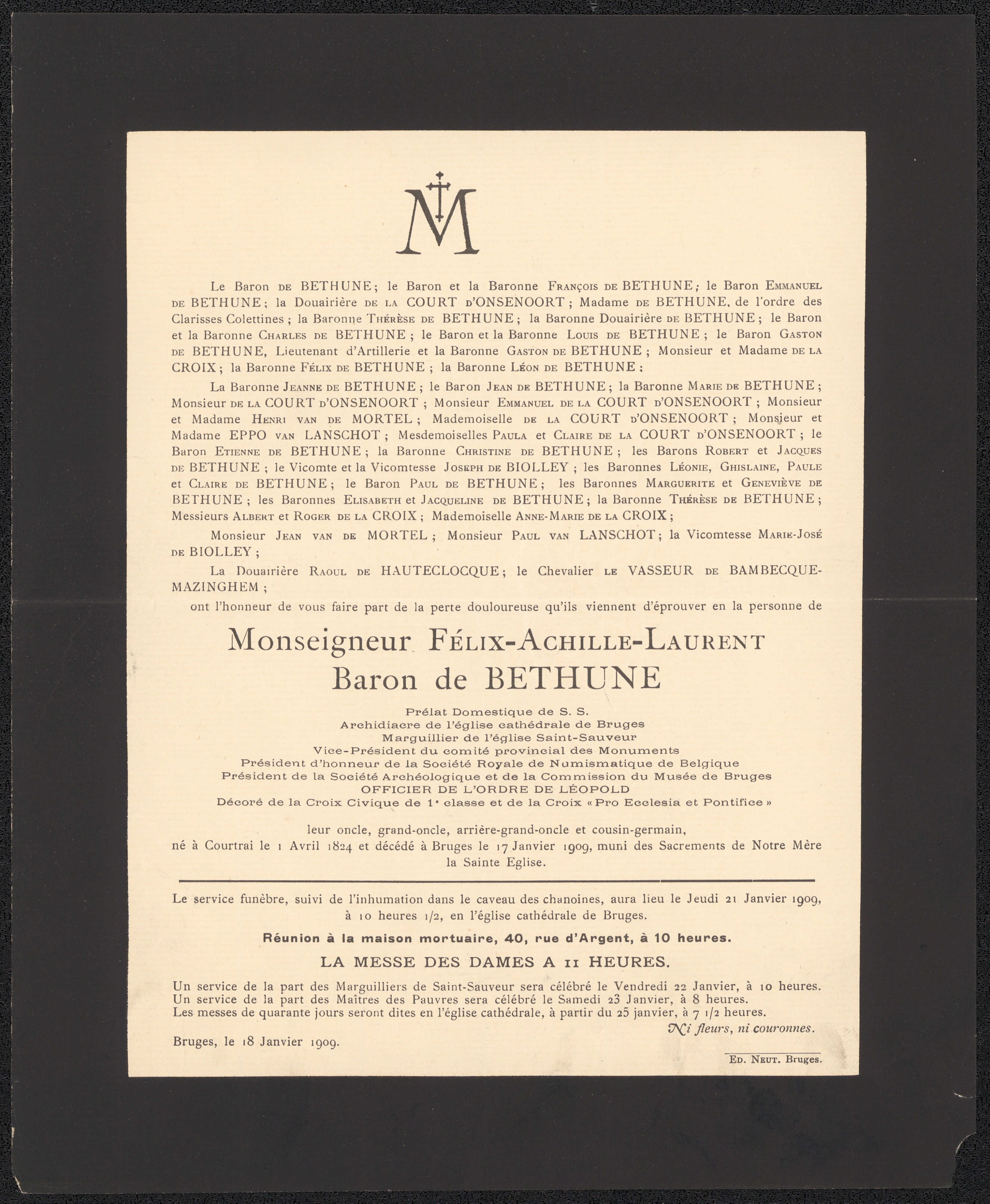
Rouwkaart van Felix Achille de Bethune

Felix Achille Laurent de Bethune was een zoon van Felix Antoine Bethune (1789-1880), lid van het Nationaal Congres, senator en burgemeester van Kortrijk en getrouwd met Julie de Renty.
Felix was de broer van Jean Bethune, befaamd architect, voorvechter van het bouwkundig erfgoed en van de neogotiek, en de oom van Jean-Baptiste de Bethune, gouverneur van West-Vlaanderen.

## Levensloop
Baron Felix de Bethune werd priester van het bisdom Brugge in 1849. Hij was achtereenvolgens adjunct-superior en econoom van het Klein Seminarie in Roeselare, privé-secretaris van de bisschop (1859), econoom van het Grootseminarie (1861) en aalmoezenier in de Sint-Godelieveabdij in Brugge (1875). Ook doceerde hij 'christelijke archeologie' in het Grootseminarie. Hij werd aartsdiaken van de Sint-Salvatorskerk in Brugge. Op 2 juni 1876 werd hij titulair kanunnik en op 13 januari 1882 huisprelaat van de paus.
In de periode dat hij econoom was in Roeselare, was Guido Gezelle er leraar. Bethune betaalde aan Gezelle zijn maandloon, en was goed op de hoogte van de voorschotten waar de jonge priester soms behoefte aan had. Felix was de eerste van de familie Bethune die met Gezelle vriendschappelijke betrekkingen aanknoopte.
In 1845 werd hij, gevolg aan het verkrijgen van erfelijke adel door zijn grootvader, eveneens in de adel opgenomen. In 1871 verkreeg hij, zoals alle nakomelingen van Felix sr. de barontitel.
Hij was:
- Bestuurslid van het Genootschap voor Geschiedenis te Brugge van 1890 tot 1903.
- Ondervoorzitter van de Provinciale Commissie voor Monumenten en Landschappen.
- Stichter en erevoorzitter van de Société royale de numismatique de Belgique.
- Voorzitter van het Oudheidkundig Genootschap van Brugge.
- Voorzitter van de Commissie van de Brugse Musea.

Felix de Bethune was een erudiete en weetgierige verzamelaar, zelf publiceerde hij echter niet. Wel was zijn invloed aanzienlijk om de ideeën van zijn broer Jean en van de neogotische beweging gestalte te doen krijgen in de aankleding van heel wat kerken.